# Leptomachilis
Genre
Leptomachilis est un genre d'insectes de l'ordre des Archaeognathes.

## Liste d'espèces
Selon Catalogue of Life (10 octobre 2019) :
- Leptomachilis californica Sturm, 1991